# Шостьинское сельское поселение
Шостьинское сельское поселение — муниципальное образование (сельское поселение) в Касимовском районе Рязанской области.
Административный центр — село Шостье.

## Население
| 2010 | 2012 | 2013 | 2014 | 2015 | 2016 | 2017 |
| ---- | ---- | ---- | ---- | ---- | ---- | ---- |
| 583  | ↘561 | ↘540 | ↘523 | ↘491 | ↘470 | ↘460 |
| 2018 | 2019 | 2020 | 2021 |      |      |      |
| ↗476 | ↘472 | ↗485 | ↗508 |      |      |      |

## Состав поселения
В состав сельского поселения входят 8 населённых пунктов
| № | Населённый пункт | Тип населённого пункта       | Население |
| - | ---------------- | ---------------------------- | --------- |
| 1 | Анатольевка      | деревня                      | ↘18       |
| 2 | Волчкарь         | деревня                      | 0         |
| 3 | Гарь             | деревня                      | ↘0        |
| 4 | Дронино          | деревня                      | ↘2        |
| 5 | Кулово           | деревня                      | 9         |
| 6 | Лесной           | посёлок                      | 0         |
| 7 | Сиверка          | деревня                      | ↘150      |
| 8 | Шостье           | село, административный центр | ↘404      |

## История
Шостьинское сельское поселение образовано в 2006 г. из Сиверского и Шостьинского сельских округов.